# Emma Bormann
Emma Bormann-Milch, född 29 juni 1887 i Döbling utanför Wien, död 28 december 1974 i Riverside, USA, var en österrikisk akademisk doktor, målare och grafiker.
Hon var dotter till germanisten Eugen Bormann och hans hustru och från 1925 gift med läkaren Eugen Milch. Samtidigt med sina universitetsstudier som hon avslutade med en doktorsexamen i tyska och arkeologi 1917 studerade hon konst för Ludwig Michalek och en termin vid en konstskola i München för att lära sig grafiska tekniker 1917–1918. Hon debuterade med en utställning i Wien på Künstlerhaus 1918. Under 1920-talet reste hon mellan sina konststudier vid den grafiska konstskolan i Wien runt med sin blivande man i Europa på en kombinerad studie- och målarresa och 1924 besökte paret Sverige. Under sin tid i Sverige utförde hon talrika landskap och folklivsbilder i träsnitt, litografi och gravyr. Tillsammans med sin blivande man och Oskar Bergman ställde hon ut på Liljevalchs konsthall 1924. Från 1926 till 1940 arbetade hon som lärare i teckning vid universitetet i Wien. I samband med andra världskriget 1940 flyttade hon till östra Asien där hon kom att vistas under trettio års tid i bland annat Hong Kong, Shanghai, Peking och Beihai för att från slutet av 1940-talet bo i Japan och på Hawaii och från 1952 i Tokyo. Hon avled under en resa till USA 1974. Hennes konst består av oljemålningar, etsningar, träsnitt och linoleumsnitt med arkitekturmotiv och landskap från Österrike, Tyskland, Frankrike, England, Sverige och Asien. Bormann finns representerad vid Metropolitan Museum of Art och British Museum.